# Titularbistum Tamada
Tamada ist ein ehemaliges Bistum der römisch-katholischen Kirche und heute ein Titularbistum.
Es geht zurück auf eine antike Stadt in der römischen Provinz Mauretania Caesariensis im heutigen nördlichen Algerien.
| Titularbischöfe von Tamada |                                                         |                                           |                   |                  |
| Nr.                        | Name                                                    | Amt                                       | von               | bis              |
| 1                          | José Ivo Lorscheiter                                    | Weihbischof in Porto Alegre (Brasilien)   | 12. November 1965 | 5. Februar 1974  |
| 2                          | Antônio Carlos Mesquita                                 | Koadjutorbischof von Oliveira (Brasilien) | 8. April 1974     | 6. März 1977     |
| 3                          | Santos Abril y Castelló Titularerzbischof pro illa vice | Apostolischer Nuntius                     | 29. April 1985    | 18. Februar 2012 |
| 4                          | Aldo Giordano Titularerzbischof pro illa vice           | Apostolischer Nuntius                     | 26. Oktober 2013  | 2. Dezember 2021 |
| 5                          | Frank Leo                                               | Weihbischof in Montréal (Kanada)          | 16. Juli 2022     | 11. Februar 2023 |
| 6                          | Carlos Alberto Santos García                            | Weihbischof in Monterrey (Mexiko)         | 13. Mai 2023      |                  |